# Solvatovaný elektron
Solvatovaný elektron je volný elektron (solvatovaný) v roztoku a nejjednodušší možný aniont. Solvatované elektrony se vyskytují poměrně často, je ovšem obtížné je pozorovat přímo vzhledem k jejich krátké době existence. Výrazná barva roztoků alkalických kovů, modrá ve zředěných a oranžovohnědá v koncentrovanějších (>3M) roztocích v kapalném amoniaku je způsobena přítomností solvatovaných elektronů. Hydratační energie solvatovaného elektronu může být odhadnuta podle hydratační energie protonu ve vodě v kombinaci s kinetickými daty získanými pulsními radiolytickými experimenty.
Alkalické kovy se rozpouštějí v kapalném amoniaku za vzniku tmavě modrých elektricky vodivých roztoků. Barva těchto roztoků je způsobena amoniovanými elektrony, které pohlcují energii viditelného světla.

## Historie
První zaznamenané pozorování barvy roztoků kovových elektridů je připisováno Humphrymu Davymu, který v letech 1807-1809 přidával zrnka draslíku do plynného amoniaku (zkapalnění amoniaku se podařilo až roku 1823). James Ballantyne Hannay a J. Hogarth opakovali tento pokus v letech 1879-1880; W. Weyl v roce 1844 a C.A. Seely v roce 1871 jako první použili kapalný amoniak. Hamilton Cady roku 1897 jako první uvedl ionizační vlastnosti amoniaku do souvislosti s podobnými vlastnostmi vody. Charles A. Kraus změřil elektrickou vodivost amoniakálních roztoků kovů a v roce 1907 poprvé oddělil elektrony od kovu. Roku 1918 G. E. Gibson a W. L. Argo zavedli koncept solvatovaného elektronu. Bylo zjištěno, že absorpční spektra rozdílných kovů v rozdílných rozpouštědlech (methylaminu, ethylaminu...) obsahují stejnou modrou barvu. V 70. letech 20. století byly popsány pevné soli s elektronem jako aniontem.

## Příprava a vlastnosti
Solvatované elektrony lze získat rozpuštěním některého z alkalických kovů, stejně jako vápníku, stroncia, barya, europia nebo ytterbia (také hořčíku při použití elektrolytického procesu) v kapalném amoniaku za vzniku charakteristického modrého roztoku. Jako rozpouštědlo je zde možné použít i aminy jako jsou methylamin a ethylamin.
Roztok lithia při -60 °C je nasycený při molárním zlomku kovu kolem 16 %. Když se koncentrace zvýší na tuto hodnotu, měrná elektrická vodivost vzroste z 10−6 na 1 Ω−1cm−1, což je více, než u kapalné rtuti. Při 8 % dochází k „přechodu do kovové fáze“. Při 4 % se oddělují řidší zlatožlutá fáze od hustší modré, se kterou se nemísí. Nad 8 % má roztok bronzovou až zlatou barvu. V tomto rozmezí koncentrací se hustota snižuje o 30 %.
Zředěnější roztoky jsou paramagnetické až do koncentrace 0,5 %, kdy dochází k úplnému spárování elektronů a roztok se tak stává diamagnetickým.
Solvatované elektrony vzniklé rozpouštěním redukujících kovů v amoniaku a aminech jsou anionty v solích nazývaných elektridy. Některé takové soli mohou být izolovány přidáním makrocyklických ligandů jako jsou crown ethery a kryptandy. Tyto ligandy vytvářejí silnou vazbu s kationty a brání jejich zpětné redukci na elektron.
Standardní elektrodový potenciál solvatovaného elektronu je -2,77 V.

## Reaktivita a využití
Solvatovaný elektron reaguje s kyslíkem za vzniku superoxidového radikálu (O -
2 ),
který je silným oxidačním činidlem. Reakcí solvatovaných elektronů s oxidem dusným se tvoří hydroxylové radikály (HO•).
Solvatované elektrony ze sodíku rozpuštěného v kapalném amoniaku se využívají při Birchově redukci. Další reakcí využívající sodík (a vzniklé solvatované elektrony) jako redukční činidlo je Bouveaultova–Blancova redukce, kde se používá ethanolový roztok sodíku.